# Universidade de Denver
A Universidade de Denver (UD), em inglês University of Denver (DU), fundada em 1864, é a mais antiga universidade privada da Região das Montanhas Rochosas dos Estados Unidos. A Universidade de Denver é uma universidade coeducacional, com a duração de quatro anos, localizada em Denver, Colorado. Atualmente, a universidade conta com a presença de cerca de 5000 estudantes em graduação e 6000 estudantes de pós-graduação. O campus da universidade, de 0,51 km², é designado arboretum, estando localizado no Bairro Universitário, a cerca de 11 km a sul do centro de Denver.

## História

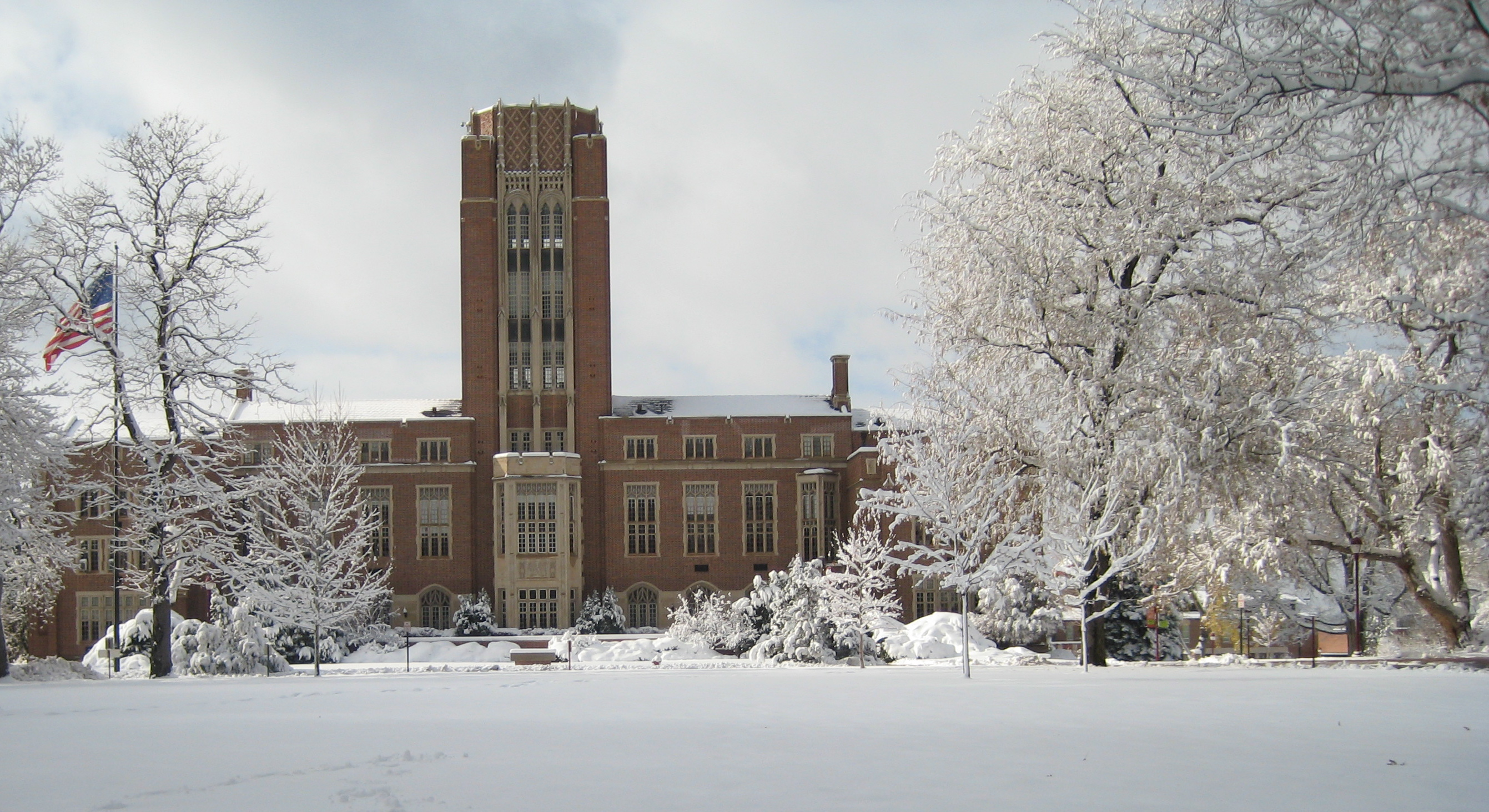

A universidade foi fundada 3 de março de 1864 como o Seminário Colorado por John Evans, o ex-governador do Colorado Territory, que tinha sido nomeado pelo presidente Abraham Lincoln. John Evans, que também fundou Northwestern Universidade antes de fundar a UD, é o homónimo da cidade em Illinois chamada Evanston (o site do campus Northwestern), bem como Evans Mount, uma montanha 14.264 pés visível do campus da UD (Universidade de Denver).
Evans fundou a escola para ajudar a civilizar o recém-criado (1858) Cidade de Denver, que era pouco mais do que um campo de mineração naquele momento.
Como uma instituição co-educativa, de acordo com a College Board, em um nível competitivo, o requerente admitiu média está em seu 25% melhores de sua turma. [9]
O "Colorado Seminário" foi fundada como uma instituição metodista e lutou nos primeiros anos de sua existência. Em 1880, o Seminário Colorado tinha sido renomeado na Universidade de Denver. Apesar de fazer negócios como a Universidade de Denver, UD ainda é legalmente chamado Colorado Seminário [duvidosa - discutir]. Os primeiros edifícios da universidade foram localizados no centro de Denver na década de 1860 e 1870, mas a preocupação de que Denver é cidade de fronteira rough-and-tumble ambiente não era propício à educação solicitado um novo campus (campus de hoje), a ser construído no terreno doado de batata agricultor Rufus Clark, cerca de sete milhas (11 km) ao sul do núcleo da baixa. A universidade cresceu e prosperou junto com o crescimento da cidade, apelando principalmente para um corpo discente regionais antes da Segunda Guerra Mundial. Depois da guerra, o grande foco de estudantes GI Bill empurrou inscrição DU para mais de 13.000 estudantes, o maior da universidade já foi, e ajudou a difundir a reputação da universidade para uma audiência nacional.

## Acadêmicos
Demografia
Da Universidade de Denver tem 11.911 alunos em 2010. Dos 11.911 alunos, 5.502 são alunos de graduação. A proporção de mulheres de graduação para os homens é 53,8: 46,2. Da classe de 2008, 67,0% são brancos, 2% são negros, 6,8% são hispânicos, 5,2% são asiáticos ou das ilhas do Pacífico, 1,7% são índios americanos, 8% são internacionais, e 9,1% são de raça / etnia desconhecida. Cerca de 60 por cento do corpo discente é de fora do estado de Colorado. Para 2011 a média aceita estudante do ensino médio obteve um 3,71 GPA, SAT faixa de 1220 a 1500 e, um ato de 28. Cerca de 50% da turma de calouros de entrada para 2011 estava no top 10% de sua classe da escola formar alta.
Classificações
Da Universidade de Denver é atualmente 82 entre todos os públicos e privados "Universidades Nacionais" por EUA News & World Report no ranking de 2012.
O programa de negócios de graduação, o Colégio Daniels of Business, foi classificado o melhor 67 em 2008 pela BusinessWeek, e foi classificado como o melhor programa de 71 pelos EUA Notícias em um ranking de 2008. [14] Foi classificado 74 em 2010 pela Bloomberg Businessweek. [15] Em 2011, A Universidade de Daniels de Denver College of Business ficou em 64 na Businessweek Bloomberg Graduação Business School classificações, assim sendo classificado segundo na nação para seus programas de ética entre 111 escolas de negócios de graduação pela Bloomberg Businessweek. [16] [17]
O Colégio Sturm de Direito é atualmente classificada como a 77a melhor escola de Direito de Pós-Graduação pelos EUA Notícias em um ranking de 2011, e 13 para seu programa de lei a tempo parcial. [18]
A Escola Superior de Serviço Social é consistentemente classificada pelos EUA News & World Report no top 30 a 40 de todas as escolas de Serviço Social de pós-graduação no país.
O Financial Times classificou o Colégio Daniels of Business MBA Executivo no top 100 programas no mundo em um ranking 2011-2012.
Em uma pesquisa de 2009 realizada pelo College of William and Mary e publicado pela revista Foreign Policy, o Josef Korbel Escola de Estudos Internacionais classificado em 10 º no mundo para seu programa de pós-graduação de mestrado, à frente de escolas como Syracuse, Universidade de Chicago, Yale, Stanford, Universidade da Califórnia-Berkeley e MIT. [19]
Em 2006, a revista dos homens de Fitness classificado DU nos colégios mais apto top-25 nos Estados Unidos porque a universidade promove um estilo de vida saudável para seus alunos. A Coors Fitness Center conta com equipamentos top-of-the-line, personal trainers, nutricionistas e aulas de fitness. Os alunos também podem jogar no clube 30 e 22 esportes internos, e UD está localizado perto de algumas das melhores da cidade oportunidades de lazer e ao ar livre.
Edição do Aspen Institute of Beyond 2011-2012 Pinstripes Grey, uma pesquisa bienal e classificação alternativa das escolas de negócios, recentemente classificado The College of Business Daniels o melhor programa de MBA em 15 do Mundo. A pesquisa coloca a ênfase na forma como as escolas estão preparando seus alunos para as complexidades ambientais, sociais e éticos do moderno-dia do negócio.

## Programas Acadêmicos
Além dos programas tradicionais de graduação, a Universidade de Denver é o lar de pós-graduação das entidades seguintes:
Divisões:
- Divisão de Ciências Naturais e Matemática
- Divisões de Artes, Humanidades e Ciências Sociais

Faculdades:
- Daniels College of Business
- Sturm College of Law
- Colégio da Mulher da Universidade de Denver [3]
- University College da Universidade de Denver [4]
- Morgridge Faculdade de Educação

Escolas:
- Escola Diplomado de Psicologia Profissional
- Escola de Pós-Graduação em Serviço Social
- Josef Korbel Escola de Estudos Internacionais
- Lamont Escola de Música
- Buchtel Torre e da Faculdade de Direito Sturm Torre
- Escola de Engenharia e Ciência da Computação
- Media, Film e Estudos de Jornalismo

Institutos e Centros:
Resolução de Conflitos Instituto
Intermodal Transportation Institute
Instituto de Estudos de Políticas Públicas
Centro de Estudos Judaicos
Edward W. & Charlotte A. Estlow Centro Internacional de Jornalismo e Novas Mídias
programas:
Programa de Imposto de pós-graduação
DU-Iliff Programa Conjunto
Escola Superior de Trabalho Social Programa de Doutorado
Josef Korbel School of International Studies, Sturm College of Law Programa Conjunto
Daniels College of Business-Sturm College of Law Programa Conjunto
Programas interdisciplinares:
Neurociência Cognitiva - (Psicologia e Biologia)
Design de Video Game - (Ciência da Computação e Estudos de Mídia Digital)
Alunos nos programas de pós-graduação representam mais de metade do total de matrículas da escola.
Além da Faculdade de Direito de Sturm, a universidade funciona em um sistema trimestre, também conhecido como calendário acadêmico trimestre, em que um ano letivo é dividido em três quartos acadêmica com duração de 10 semanas por cada trimestre. Este sistema acadêmico permite que os alunos têm aulas mais a cada ano do que os estudantes em um sistema mais tradicional semestre de 15 semanas.
Oferecer aos estudantes uma experiência de aprendizado no exterior, a Cherrington programa Scholars Global oferece todas as chances de graduação para estudar no exterior sem nenhum custo acima da sala de aula universitária normal, e cartão. [20] A Universidade de Denver tem quase 70 por cento do seu estudo de graduação corpo discente no exterior antes da formatura, colocando-o primeiro no país entre todas as instituições de pesquisa de doutorado e em porcentagem de estudantes de graduação participando de programas de estudo no exterior [carece de fontes].
A arte ea cena musical da UD está em ascensão devido à construção recente do Robert Newman e Judi Center for Performing Arts. Este edifício alberga a Escola de Música Lamont, da Universidade de Denver Departamento de Teatro, e Newman da Universidade Central Presents realizando séries de artes. A Escola de Música Lamont é um cenário de Inverno estruturado que permite que os alunos se concentrar em seus talentos de uma forma competitiva. O departamento de teatro, restabelecido em 1985, está sendo transformado em uma escola de teatro nacional competitivo. Recentemente, seu show "Henry VI da parte iii" foi selecionado como um dos melhores da região foi considerada para o reconhecimento nacional [carece de fontes]. Para o segundo ano consecutivo, um show DU foi realizada para as honras regional [carece de fontes].
Com a recente adição de mais membros do corpo docente e início de renovação Margery Reed Hall, o Departamento de Teatro tornou-se um ímã para os alunos de teatro da região. Grande parte do corpo docente tem muitas conexões com companhias de teatro profissional local (Curioso, DCPA), bem como contatos em San Francisco, Nova York, Chicago, Los Angeles, e muitas outras regiões, proporcionando aos estudantes com muitas opções disponíveis para estágios e trabalho rápido colocação.
A universidade foi o primeiro do país a estabelecer o que continuou a ser uma empresa inovadora e reconhecida internacionalmente programa Digital Media Studies, organizado como uma joint venture entre os departamentos de Comunicação Social e Estudos de Jornalismo, Arte e Ciência da Computação [carece de fontes]. DMS professores e alunos estão trabalhando atualmente em um projeto de jogo NSF-financiado vídeo e iniciativa de desenvolvimento visando aumentar o interesse em ciência, tecnologia, engenharia e matemática nas escolas selecionar Denver High.

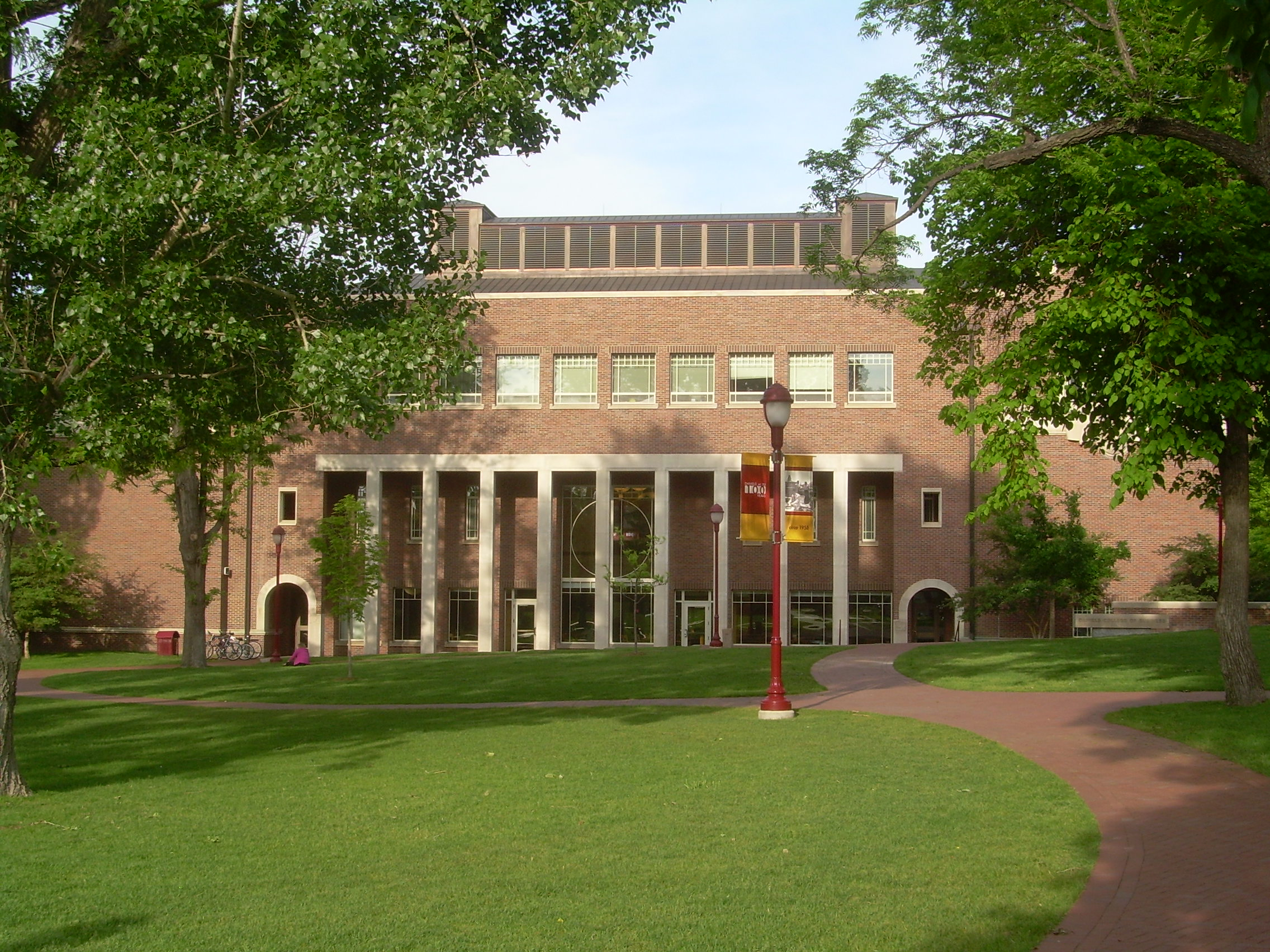

Recentemente, a Universidade de Denver de Sturm Faculdade de Direito também passou por um renascimento interno. Em 2003, a Universidade de Denver equipe julgamento ATLA ganhou o campeonato nacional, em Nova Orleans, tendo o título de Harvard, em relação ao ano anterior. [21]
A Instituto de Estudos de Políticas Públicas (IPPS) possui dois ex-governadores Colorado como corpo docente. Richard Lamm foi juntado em Janeiro de 2007 por Bill Owens.
Denver é uma das poucas escolas em que os EUA entrevistas pessoalmente todos os candidatos de graduação (com entrevistas em mais de 25 cidades por ano), demonstrando que a universidade está muito interessado na pessoa, não apenas do candidato credenciais. A entrevista Hyde é nomeado após um influente UD professor, Ammi Hyde, ea maioria dos estudantes descrevem o processo como perspicaz do que doloroso, por isso a entrevista não deve ser considerado um impedimento para os futuros alunos que estão nervosos que não terá um bom desempenho.
A universidade criou recentemente um Centro de Pesquisa de Graduação. Este Centro prevê um financiamento para os parceiros no programa Bolsa Escola, oferecendo aos estudantes a oportunidade de trabalhar diretamente com um membro do corpo docente ao longo de um trimestre ou durante o verão. O estudante pode elaborar o projeto de pesquisa com a aprovação do membro do corpo docente, ou pode trabalhar com um membro do corpo docente em um projeto de pesquisa existentes, permitindo assim aos alunos uma oportunidade de orientação próximos e construção de relacionamento que fortalece a experiência global do aluno aprender. Conferências anuais no campus destacar os esforços de pesquisa de estudantes
O Centro de Ricks para crianças sobredotadas é uma escola privada no campus da UD que ensina pré-escola até a oitava série. Desde abril de 1997, a escola tem sido acreditada pelo North Central Association Comissão de Credenciamento e de Melhoria Escolar (NCACASI). Foi fundado e é atualmente dirigido por Norma Hafenstien.

## Campus
O coração do campus tem uma série de edifícios históricos. O edifício mais antigo é University Hall, construído em estilo românico Revival que serviu UD desde 1890. A pedra angular deste edifício é exatamente alta uma milha. A poucos quarteirões de fora do campus também abriga a histórica Chamberlin Observatory, construído em 1894. É ainda um observatório em pleno funcionamento e está aberto ao público duas vezes por semana, bem como um sábado por mês.
A área do campus central também inclui Evans Chapel, uma igreja 1870-vintage pequeno que já foi localizado no centro de Denver, e foi transferida para o campus UD no início dos anos 1960. Buchtel Torre (1913) é tudo o que resta da Capela Buchtel anterior, que se queimou em 1983. Os escritórios administrativos estão localizados no Edifício Mary Reed, uma biblioteca antiga construída em 1932 no estilo gótico Colegiada. Margery Reed Hall (nomeado para a filha de Mary Reed) também foi construída em estilo gótico colegiado em 1930.
Sob a liderança do ex-chanceler Daniel Ritchie (agora presidente do Centro de Denver for Performing Arts), cerca de US $ 500 milhões em melhorias de capital ocorreram na última década ea aprendizagem dentro destas novas construções aumentou no mesmo período, como a seletividade de admissões e seleções têm melhorado dramaticamente.
No Outono de 2003, abriu uma facilidade UD 63,5 milhões dólares americanos para a sua nova Faculdade de Direito, que mais tarde foi chamado de "Sturm College of Law". O edifício inclui uma biblioteca de três andares com computadores pessoais acessíveis aos estudantes. Donald e Susan Sturm, os proprietários de Denver-baseada American National Bank, tinha dado R $ 20 milhões para a Universidade de Denver College of Law. O presente é a maior doação única na história 112 anos da faculdade de direito e entre os maiores presentes que nunca para a universidade.
O Colégio Daniels of Business foi concluída em setembro de 1999 ao custo de US $ 25 milhões de dólares. [22] A escola de negócios tem sido reconhecido nacionalmente por organizações como a revista Forbes, Business Week e The Wall Street Journal, onde é classificado seventhth na nação para a produção de alunos com elevados padrões éticos. [23]
Além disso, a universidade também abriu recentemente o Robert $ 75 milhões e Judi Newman Center for Performing Arts, que abriga a Escola de Música Lamont aclamado. O Centro inclui junho Swaner Portões Concert Hall, um assento de 1000, quatro níveis ópera, o Frederic C. Hamilton Recital Hall da Família, considerando um salão com 250 lugares com o "tracker" maior (3.000 tubos) de órgãos na região, e a Elizabeth Ericksen Byron Teatro, um espaço com trezentos lugares do teatro flexível. O Centro de Newman funciona como lar de muitos grupos profissionais artes cênicas da região de Denver, bem como Newman da Universidade Central Presents multi-disciplinares série artes do espectáculo.
Nos últimos dois anos, DU também construiu e abriu um novo edifício para a Escola de Hotelaria, Restauração e Gestão do Turismo (Fritz Knoebel School of Hospitality Management). Dentro do prédio há salas de aula numerosas, uma grande adega, salas de reuniões e uma sala de jantar para todos os fins que hospeda vários eventos da cidade e da universidade, casamentos e festas formais. A escola ajuda DU espesso perto do topo de todas as escolas de hotelaria nos Estados Unidos. O programa teve sua primeira turma em 1946.
A universidade tem o telescópio segunda maior do mundo localizado em 14.148 pés perto do cume do Monte Evans chamado de Observatório de Meyer-Womble. Este telescópio é mais comumente usado pela Ciência Natural da universidade e Departamento de Matemática, e mais especificamente do Departamento de Física e Astronomia da DU.
Nagel Residence Hall foi concluído no segundo semestre de 2008 para veterano casa e é um dos edifícios mais singulares no campus, oferecendo uma vasta coleção de arte por todo o edifício doado pela família Nagel. O edifício é certificado Ouro nos padrões LEED de ser ambientalmente amigável e mais sustentável. Bem como Nagel, Nelson Hall é outro salão de residência LEED que foi construído nos últimos oito anos.
Em referência a melhorias novo campus para ajudar DU atletismo, DU completou a primeira vez (Peter S. Barton) estádio de lacrosse, só que foi projetado especificamente para o esporte em 2005, bem como novas Ciber campo do estádio de futebol (2010) sobre o norte final do campus. Ciber campo também contém um espaço novo estúdio para a Escola de Arte adjacente à tribuna principal, bem como a Pat Bowlen varsity esportes centro de treinamento de peso embaixo das arquibancadas.
O ambiente $ 25000000 dólar Colégio Morgridge de Educação foi aberto em junho de 2010.
A universidade tem cinco salas de residência, Johnson McFarlane Hall (JMac), Halls Centennial, Torres Centenário, Nelson Hall e Nagel Hall. Johnson McFarlane Hall foi recentemente certificada como estrela da energia um dos edifícios mais eficientes de energia no campus, e é o mais antigo dormitório co-ed no oeste dos Estados Unidos.

## Atletismo
Equipes esportivas da Universidade de Denver são conhecidos como os pioneiros Denver e a escola tem recebido as equipes do time do colégio desde 1867. Denver é um completo NCAA Division I membros, mais conhecido como uma grande potência nos esportes de inverno. Hóquei no gelo é o esporte de espectador UD flagship, com sete títulos da NCAA, incluindo back to back coroas em 2004 e 2005, e regularmente vender a nova Arena 6000 Magness assento no campus, a final do Centro de Ritchie de Esportes e Bem-Estar. A partir de agosto de 2010, 28 dos pioneiros títulos NCAA estão no top 8 de todas as escolas da NCAA em termos de títulos total - por trás do sul da Califórnia (76), UCLA (71), Stanford (60), Estado de Oklahoma (48), Arkansas (43), Michigan (31), e Penn State (30). Esquiar é outro esporte forte em Denver, com 21 títulos da NCAA (mais do que qualquer outra escola na Divisão história 1) com os Pioneiros dominar a década atual. Os Pioneiros "três repetidas" com títulos da NCAA em 2010, 2009 e 2008, ganhou em 2005 e, assim como três títulos consecutivos, de 2001 a 2003.
Grito de Guerra
O grito de guerra para a Universidade de Denver é mais justo de Faculdades, escrito em 1916. As letras são:
D-rah! E-rah! N-rah! Lança VER.
Denver, o nosso Denver,
Nós cantamos a ti,
Mais justo de faculdades,
Dê-lhe três vezes três,
Rah, rah, rah!
Tempo podemos estimá-la
Fiéis e verdadeiras.
Universidade de Denver
Para mim e para você. (Versão traduzida)
Na versão Original:
D-rah! E-rah! N-rah! VER Boom.
Denver, our Denver,
We sing to thee,
Fairest of colleges,
Give her three times three,
Rah, rah, rah!
Long may we cherish her
Faithful and true.
University of Denver
For me and you.

## Mascote
Pioneiro Pete (1920 a 1968)
Denver Boone / Boone o Pioneiro (1968-1998) [24]
Balbúrdia (1998-2008)
(Não oficial) Denver Boone / Boone o Pioneiro (2009-presente)

## Recentes alterações do Mascote
Embora a comunidade da Universidade de Denver entregou o Departamento de Atletismo de 1998 e Recreação de esforços para rebrand-se por criar uma imagem mais comercializável, substituindo "Denver Boone" com "Ruckus" foi recebida com uma resposta morna e nunca ganhou muita tração. Em 2006, um movimento para trazer de volta a Walt Disney criação tinha começado a ganhar impulso. Em 2008, um levantamento da comunidade UD mostrou uma esmagadora de 87% suportados recuperação Boone. [25] No entanto, em 20 de outubro de 2008, o chanceler Robert Coombe contra a vontade da esmagadora maioria através de um e-mail para os alunos, citando que Boone "faz não refletir a grande diversidade da comunidade UD ". [26] Princeton Review indica que as minorias compõem apenas 7% do corpo discente. [27] A questão tem sido coberto pelo Denver Post [28], afiliada da NBC KUSA, [29 ] e ABC KMGH filial. [30] Editoriais por Valerie Richardson no Washington Times [31] e Mike Rosen na Rocky Mountain News [25] têm sido altamente críticos da administração.
Por este ponto, UD tinha Ruckus essencialmente arquivado, e em novembro de 2008, a universidade anunciou a sua intenção de identificar um novo mascote, [32] partida de Boone estava longe de ser final. Chanceler Coombe havia reconhecido Boone lugar na história do DU e afirmou que "parece razoável que os alunos e ex-alunos poderão usar a imagem como uma celebração desse passado, na medida em que eles podem escolher."
Assim, um grupo independente de ex-alunos ressuscitado "Denver Boone" por conta própria como a mascote oficial dos alunos e da comunidade DU ex-alunos. A fantasia foi privada adquiridos ea iniciativa foi inteiramente financiada por contribuições independentes ex-alunos. [33]
O novo mascote foi apresentado por alunos e ex-alunos no Lincoln Memorial em Washington, DC, como parte do 2009 Congelado Quatro festividades.

## Reitores
Reitores da Universidade de Denver [5]:
David Hastings Moore (outubro 1880-junho 1889)
William Fraser McDowell (1890-junho 1899)
Henry Augustus Buchtel (Dezembro de 1899-setembro 1920)
Heber Reece Harper (Novembro de 1922-janeiro 1927)
Frederick Maurice Hunter (julho 1928-setembro 1935)
David Shaw Duncan (Setembro de 1935-março 1941)
Caleb Frank Gates (março 1941-novembro 1943)
Ben Mark Cherrington (novembro 1943-fevereiro 1946)
Caleb Frank Gates (fevereiro 1946-agosto 1947)
James F. Price (abril-outubro 1948)
Alfred Clarence Nelson, intercalares (outubro 1948-novembro 1949)
Albert Charles Jacobs (Novembro 1949-Março de 1953)
Chester M. Alter (agosto 1953-julho 1966)
Maurice Bernard Mitchell (Setembro de 1967-março 1978)
Ross Pritchard (Outubro de 1978-janeiro 1984)
Dwight Morrell Smith (janeiro de 1984-julho 1989)
Daniel L. Ritchie (Julho 1989-Junho de 2005)
Robert Coombe (Julho de 2005-presente)
Alunos notáveis
Henry Otley Beyer, pai da antropologia e etnologia nas Filipinas
Asa Grant Hilliard III, renomado egiptólogo e professor de psicologia educacional
Arnold Kramish (1923-2010), físico nuclear no Projeto Manhattan, que quase foi morto em uma explosão radioativa. [34]
Donald Menzel, ex-diretor, Harvard College Observatory
Del Thiessen, observou teórico da psicologia
Política do Governo e Militar
George W. Casey Jr., general de quatro estrelas e 36 Chefe de Gabinete do Exército dos Estados Unidos, ex-comandante das forças dos EUA no Iraque
Heraldo Muñoz, ex-embaixador chileno nas Nações Unidas
Ahmad Ismail, prefeito de Kuala Lumpur, Malásia
Condoleezza Rice, ex-Secretário de Estado EUA sob o presidente GW Arbusto
Michelle Kwan - O ex-EUA Skater Figura Olímpicos e empregado atual Departamento de Estado. U. S. Enviado Diplomacia Pública
Susan Waltz, Presidente, Comité Executivo Internacional, a Anistia Internacional, Professor de políticas públicas, Gerald R. Ford School of Public Policy, da Universidade de Michigan
Cindy Courville, o ex-embaixador dos EUA para a União Africano
Ed Schafer, o ex-secretário de Agricultura EUA sob o presidente GW Bush, ex-governador de Dakota do Norte
Jami Miscik, ex-Vice-Diretor de Inteligência da CIA, vice-presidente de Kissinger Associates, Inc. em Nova York.
James Nicholson, ex-secretário de Assuntos de Veteranos do presidente GW Arbusto
Gale Norton, ex-Secretário EUA do Interior no governo do presidente GW Arbusto
U. S. atual senador Mike Enzi (R-Wyo.)
Ex U. S. senador Byron Dorgan (D-N.D.)
Ex U. S. senador Pete Domenici (R-N.m.)
Robert Dieter, U. S. Embaixador para Belize
Fred Karger, estrategista da campanha e 2012 Candidato presidencial, primeiro candidato gay assumido cada vez
Paul Trivelli, o ex-embaixador dos EUA na Nicarágua
Loy Henderson, ex-U. S. embaixador para o Irã
Frank Aguon, o senador Guam
Owen Aspinall, Governador 45 de Samoa Americana
Wayne Aspinall, ex-membro, EUA Câmara dos Representantes (D-Colo.)
Mike McKevitt, ex-membro, EUA, Câmara dos Deputados (R-Colo.)
William D. Ford ex-membro, EUA Câmara dos Representantes (D-Mich.)
Mo Udall, ex-membro, EUA Câmara dos Representantes (D-Ariz)
Byron Rogers, ex-membro, EUA Câmara dos Representantes (D-Colo.)
John Patrick Williams, ex-membro, EUA Câmara dos Representantes (D-Mont.)
Paul Laxalt, o ex-governador de Nevada e senador dos EUA (R-Nev.)
Charles Brannan EUA ex-secretário de Agricultura no governo do presidente H. Truman
Oscar Chapman EUA ex-Secretário do Interior no governo do presidente H. Truman
John Arthur Love, ex-governador do Colorado e Dir. de Política Energética U. S. sob a presidência de Nixon.
M. Javad Zarif, ex-Representante Permanente do Irã nas Nações Unidas
Mary Cheney, ativista político e filha do ex-vice-presidente Dick Cheney
Alvin Wiederspahn, ex-membro de ambas as casas do poder legislativo e advogado Wyoming Cheyenne proeminentes e preservacionista histórico
Peter Groff, o Presidente, Colorado do Senado
Terrance Carroll, presidente da Câmara dos Deputados Colorado
Dr.Ibrahim Abdulaziz Al-Assaf, ministro das Finanças, na Arábia Saudita
Abu Bakar Abdullah, diretor-geral do Departamento do Governo da Malásia Serviço Público
Andrew Romanoff, o ex-Colorado (D) Presidente da Câmara e do Senado dos EUA 2010 Candidate (Colorado)
David Malpass de 2010 do Senado dos EUA Candidate (R-NY), ex-economista chefe, Bear Stearns
John V. Garza, membro, Texas Câmara dos Deputados (R-San Antonio)
Negócios e Indústria

Brad Anderson, ex-CEO, a Best Buy
James C. Kennedy, ex-CEO e atual presidente da Cox Enterprises
Peter Morton, fundador, a cadeia Hard Rock Cafe
Roger Birnbaum, CEO, Spyglass Entertainment (produtora do filme principal)
Scott Mitchell Rosenberg - CEO / Presidente Platinum Studios; Fundador, Malibu Comics, roteirista de filmes de Con Air e Homens de Preto
Peter Coors, presidente da Molson Coors Brewing Company
Andrew C. Taylor, CEO da Enterprise Rent-A-Car
Joseph Saunders, presidente e CEO, Visa Inc.
Jim Lentz, presidente da Toyota EUA
Tom Marisco, fundador e CEO, Marsico Capital Management, servido no Tesouro dos EUA do Departamento do Tesouro Empréstimos Comitê Consultivo
Richard Hilton, presidente, Hilton e Hyland Imóveis
Sheikh Ahmed bin Saeed Al Maktoum, Presidente / CEO da Emirates Airlines
Dale Wolf. CEO, Coventry Health Care
Mark Gasta, CHRO e SVP, Vail Resorts
Tom O'Brien, CEO, Tom de Maine
Gabriel Flanagan. CEO, Flanagan Mutual, CFO, comissão para eleger o presidente Obama 2012
Steve Whisler, o ex-CEO, Phelps Dodge Mining
Heidi Ganahl, Fundador, Camp cadeia de Bow Wow
Pat Grant, ex-CEO, Exposição Nacional de stock Ocidental
Ted J. Kleisner, Presidente e CEO da empresa, Hershey Entertainment & Resorts
Michael Morton, Co-Fundador, Grupo N9NE
Jacob Dubie, CEO Dubie Família Bordo
Carol Tomé - CFO e Vice-Presidente Executivo de Serviços Corporativos, The Home Depot
Marc Schulman, presidente e CEO, Cheesecake de Eli
Tyler Merrill. CEO, "The Dream" Bicicletas Inc.
James Unruh, o ex-CEO da Unisys
Pam Turbeville, CEO da Navistar Financial
Sean Menke, Presidente e CEO, Pinnacle Airlines
Emily Scott Cinader, Ex-Presidente, J. Crew
Howard P. James, ex-CEO, Sheraton Hotéis
Joseph Warrington, Presidente, Waterville EUA
Mídia
Lowell Thomas, comentarista de rádio
Aaron Huey, fotojornalista e editor contribuindo, Harper Weekly
Andrew Rosenthal, editor editorial página, The New York Times
David Von Drehle, editor-at-large para a revista Time
James C. Kennedy, o presidente, o ex-CEO, Cox Enterprises
Edward W. Estlow, o ex-CEO, EW Scripps Companhia
Don Levy, Senior VP de Marketing, Sony Pictures Digital
Peter Funt, presidente e anfitrião, Candid Camera
Marion Edwards Presidente, International Television, Fox
Scott Feldman, New York âncora de televisão
Ed Stein, cartunista editorial, Rocky Mountain News
Clarke Canfield, repórter da Associated Press e autor
Mike Rosen, apresentador de rádio conservador falar
James W. "Jim" Case, diretor do programa, KRMA-TV
Esportes
Eric Alexander, Mt escalado. Everest com alpinista cego a atingir o cume primeiro
Michelle Kwan, World Skater Figura Champion, Graduado junho de 2009.
Glenn Anderson NHL Hall of Famer e que marcou 498 gols NHL carreira e ganhou seis Copas Stanley
Jerome Biffle, 1952 medalhista de ouro olímpico no salto em distância
Vince Boryla 1948 EUA medalhista de ouro nos Jogos Olímpicos, jogador da NBA, treinador e longo tempo executivo da NBA
Tyler Bozak, hóquei em frente com Toronto Maple Leafs
Nat Borchers, futebol zagueiro com o Real Salt Lake (MLS)
Chris Butler, defensor de hóquei com Calgary Flames
Matt Carle, hóquei defenseman com Philadelphia Flyers, 2007 NHL equipe de todos os Rookie e 2006 Hobey vencedor do Prêmio Baker
Suzy Chaffee, o ex-Olímpicos, Copa do Mundo e profissional esquiador estilo livre
Joe Colborne, hóquei em frente com Toronto Maple Leafs
Kevin Dineen, o ex-jogador NHL all-star e atual técnico, Florida Panthers (NHL)
Sam Etcheverry, Canadian Football Hall of Fame quarterback
Mark Grimmette e Brian Martin Two-time Olímpico dos EUA Pair Luge medalhista
Merle Harmon Broadcaster Sports, ABC e NBC TV, além de muitos MLB e NFL equipes
Monty Hoyt Skater Figura Olympic, Licenciado 1967.
Cliff Koroll, o ex-Chicago Blackhawks treinador e atacante (11 anos)
Floyd Little, Hall of Fame Running Back, Denver Broncos (MS Administrador Judicial '75)
Keith Magnuson, o ex-Chicago Blackhawks treinador e defensor
Peter Mannino, goleiro com Winnipeg Jets organização
Bill Masterton, ex-Minnesota North Star, The NHL Bill Masterton Trophy é nomeado em sua honra
Peter McNab, ex-jogador de hóquei da NHL, analista de cor atual para o Colorado Avalanche
Craig Patrick, ex-Pittsburgh Penguins vice-gerente-presidente / general & Coach Assistente para a equipe EUA Hockey Olímpicos de 1980
Gregg Popovich, treinador principal, campeão da NBA San Antonio Spurs
Dan Schatzeder, jarro vencedora do Jogo 6 da Série Mundial 1987
Paul Stastny, para a frente, Colorado Avalanche, NHL, vice-campeão para 2006-2007 Rookie of the Year
Phil Heath, IFBB pro bodybuilder e 2011 Mr. Olympia Winnner
Artes e Letras
Chris Broderick, guitarrista de heavy metal (Megadeth, Jag Panzer, Nevermore)
Hao Jiang Tian, Basso Cantante Opera Singer, Metropolitan Opera
Neil Simon, dramaturgo
Mark Harris, autor, Bang the Drum Slowly
Ted Shackelford, ator de televisão, Knots Landing
Sinbad, Comediante, (David Adkins)
Cedar Walton, Notável pianista de jazz
John Edward Williams, autor e Vencedor do Prêmio Nacional do Livro
Ted Shawn, Pioneer Dança Moderna
Duane Michals, observou Art Fotógrafo